# Mooslargue
Mooslargue é uma comuna francesa na região administrativa de Grande Leste, no departamento Alto Reno. Estende-se por uma área de 5,58 km². Em 2010 a comuna tinha 426 habitantes (densidade: 76,3 hab./km²).